# Marie Kyet Mutinga
Pour les articles homonymes, voir Mutinga.
 (novembre 2023).
Si vous disposez d'ouvrages ou d'articles de référence ou si vous connaissez des sites web de qualité traitant du thème abordé ici, merci de compléter l'article en donnant les références utiles à sa vérifiabilité et en les liant à la section « Notes et références ».
 (novembre 2023).
La mise en forme du texte ne suit pas les recommandations de Wikipédia : il faut le « wikifier ».
Les points d'amélioration suivants sont les cas les plus fréquents :
- Les titres sont pré-formatés par le logiciel. Ils ne sont ni en capitales, ni en gras.
- Le texte ne doit pas être écrit en capitales (les noms de famille non plus), ni en gras, ni en italique, ni en « petit »…
- Le gras n'est utilisé que pour surligner le titre de l'article dans l'introduction, une seule fois.
- L'italique est rarement utilisé : mots en langue étrangère, titres d'œuvres, noms de bateaux, etc.
- Les citations ne sont pas en italique mais en corps de texte normal. Elles sont entourées par des guillemets français : « et ».
- Les listes à puces sont à éviter, des paragraphes rédigés étant largement préférés. Les tableaux sont à réserver à la présentation de données structurées (résultats, etc.).
- Les appels de note de bas de page (petits chiffres en exposant, introduits par l'outil «  Source ») sont à placer entre la fin de phrase et le point final[comme ça].
- Les liens internes (vers d'autres articles de Wikipédia) sont à choisir avec parcimonie. Créez des liens vers des articles approfondissant le sujet. Les termes génériques sans rapport avec le sujet sont à éviter, ainsi que les répétitions de liens vers un même terme.
- Les liens externes sont à placer uniquement dans une section « Liens externes », à la fin de l'article. Ces liens sont à choisir avec parcimonie suivant les règles définies. Si un lien sert de source à l'article, son insertion dans le texte est à faire par les notes de bas de page.
- La présentation des références doit suivre les conventions bibliographiques. Il est recommandé d'utiliser les modèles {{Ouvrage}}, {{Chapitre}}, {{Article}}, {{Lien web}} et/ou {{Bibliographie}}. Le mode d'édition visuel peut mettre en forme automatiquement les références.
- Insérer une infobox (cadre d'informations à droite) n'est pas obligatoire pour parachever la mise en page.

Pour une aide détaillée, merci de consulter Aide:Wikification.
Si vous pensez que ces points ont été résolus, vous pouvez retirer ce bandeau et améliorer la mise en forme d'un autre article.
Marie Kyet Mutinga, née à Kinshasa d’un père diplomate et d’une mère infirmière, est actuellement Députée provinciale élue de la circonscription de N’sele dans la ville de Kinshasa lors des élections du 30 décembre 2018 pour le compte du parti des démocrates pour la bonne gouvernance (PDG). Elle est actuellement 2ème vice-présidente nationale du parti.
En sa qualité de députée provinciale, elle a été élue Rapporteur adjoint de l’assemblée provinciale de Kinshasa.
Elle a reçu une récompense de Pourelle Info dans la liste des "50 femmes qui inspirent en RDC" dans la catégorie politique.

## Situation personnelle

### Enfance et études secondaires
Elle a fait ses études au lycée Bosangani, au lycée de Kimuenza. Son père étant diplomate, elle a dû continuer ses études à Libreville, au lycée Léon-Mba.

### Études supérieures
Elle détient un diplôme de licence en droit à l'université de Kinshasa.

### Carrière professionnelle
Marie Kyet Mutinga a été successivement, secrétaire exécutive adjointe de l’Union nationale des femmes, vice-présidente chargée de la jeunesse féminine au Conseil  national  de la jeunesse, présidente de la Dynamique de la jeunesse féminine congolaise, conseillère chargée des relations extérieures à la Haute autorité des médias, HAM en sigle, devenue CSAC, Conseil Supérieur de l’Audio visuel et de la Communication.
Actuellement, elle est avocate inscrite au barreau de Kinshasa/Matete depuis 2010 et présidente du conseil d'administration du Collectif des organisations de la société civile des secteurs de l'éducation, de la santé et de l'agriculture. Elle est aussi membre du mouvement African Women Leaders Network, "AWLN" en sigle, mouvement lancé au siège de l'Organisation des Nations unies à New York en juin 2017.

### Carrière politique
Dans son parti, elle occupe le poste de deuxième vice-présidente nationale.
Elle est actuellement députée provinciale de la ville de Kinshasa. Pendant son mandat, elle a été élue rapporteur adjoint du bureau de l'assemblée provinciale de Kinshasa.
Elle est officiellement candidate députée nationale au district de Tshangu et provinciale à N'sele aux élections du 20 décembre 2023.

## Sources
1. ↑  « Marie Kyet Mutinga, Vouloir améliorer le social du peuple l’a conduit à la politique active - PourElle.info », 14 mars 2023 (consulté le 10 novembre 2023)
2. ↑  « Marie Kyet Mutinga, Vouloir améliorer le social du peuple l’a conduit à la politique active - PourElle.info », 14 mars 2023 (consulté le 13 novembre 2023)
3. ↑  « Kinshasa : la députée provinciale Kyet Mutinga appelle la population à s’enrôler massivement », sur Radio Okapi, 8 janvier 2023 (consulté le 13 novembre 2023)